# 黒丸正四郎
黒丸 正四郎（くろまる しょうしろう、1915年4月6日 - 2003年11月6日）は、日本の医学者、精神科医。神戸大学名誉教授。

## 経歴
鹿児島県出身。鹿児島県立第一鹿児島中学校 (旧制)を経て、1935年第七高等学校造士館 (旧制)卒業。京都帝国大学医学部卒。1948年医学博士。大阪市立大学医学部助教授、神戸医科大学助教授、1959年同教授、1966年神戸大学教授、1980年定年退官、名誉教授、甲南女子大学教授、1986年退任。精神神経科学。
1988年、勲三等旭日中綬章を受章。2003年11月6日、肺炎のため死去。

## 著書
- 『精神衛生の理論と実際』黎明書房 1949
- 『教育と精神衛生』東山書房 1954
- 『児童理解のための精神衛生』黎明書房 1956
- 『異常心理学講座 第1部 C 第1 異常心理学 児童心理 児童の異常心理』みすず書房 1958
- 『子供の精神障害 特に神経症と精神病について』創元社 1959 創元医学新書
- 『精神薄弱の原因とその対策』日本生命済生会 1964 保健福祉シリーズ
- 『子供の精神医学』創元社 1975 創元医学新書
- 『子育てで悩んだとき読む本 8歳までの「しつけ」と「育児」何でも相談室』1994、PHP文庫

## 共編著
- 『精神科学・精神科看護法』太田幸雄,本沢すみえ共著 医学書院 1960 高看双書
- 『三才児』園原太郎共著 日本放送出版協会 1966
- 『幼児の世界 成長する心』園原太郎共著 日本放送出版協会 1969
- 『新生児』三宅廉共著 日本放送出版協会 1971 NHKブックス
- 『現代精神医学大系 第18巻 老年精神医学』新福尚武,保崎秀夫共編 中山書店 1975
- 『問題行動に対する医学と教育 対談』上出弘之共編著 学習研究社 1980 障害児教育指導技術双書
- 『患者の心理』大段智亮共著 創元社 1982 創元医学新書
- 『乳幼児の精神健康』花田雅憲と編集企画 金原出版 1990 精神科mook

## 翻訳
- フレデリック・アレン『問題児の心理療法』みすず書房 1955
- クルト・ゴールドシュタイン『生体の機能 心理学と生理学の間』村上仁共訳 みすず書房 1957
- レオ・カンナー『児童精神医学』牧田清志共訳 医学書院 1964
- ブルーノ・ベッテルハイム『自閉症・うつろな砦』1-2 岡田幸夫・花田雅憲・島田照三共訳 みすず書房 1973-1975
- アンナ・フロイト『児童期の正常と異常 発達の評価1965』アンナ・フロイト著作集 中野良平共訳 岩崎学術出版社 1981
- アンナ・フロイト『自我と防衛機制』アンナ・フロイト著作集 中野良平共訳 岩崎学術出版社 1982
- アンナ・フロイト『児童分析の指針 1945-1956』アンナ・フロイト著作集 中野良平共訳 岩崎学術出版社 1984